# A cambio de nada
A cambio de nada is een Spaanse film uit 2015, geregisseerd door Daniel Guzmán.

## Verhaal
Darío (Miguel Herrán) en Luismi (Antonio Bachiller) zijn twee vrienden en buren van 16 jaar. Na de scheiding van zijn ouders loopt Darío weg van huis. Om de kost te verdienen, gaat hij aan het werk in de werkplaats van Caralimpia (Felipe García Vélez). Ook ontmoet hij Antonia (Antonia Guzmán), een bejaarde vrouw die oude meubels verzamelt. Samen met Luismi worden zij zijn nieuwe familie.

## Rolverdeling
| Acteur              | Personage        |
| ------------------- | ---------------- |
| Miguel Herrán       | Darío            |
| Antonio Bachiller   | Luismi           |
| Antonia Guzmán      | Antonia          |
| Felipe García Vélez | Justo Caralimpia |
| Luis Tosar          | Padre Darío      |
| María Miguel        | Madre Darío      |
| Miguel Rellán       | Profesor         |
| Fernando Albizu     | Matías           |

## Prijzen en nominaties
De film werd genomineerd voor zes Premios Goya, waarvan de film er twee won.
| Jaar | Prijs                           | Categorie                  | Genomineerde        | Resultaat   |
| ---- | ------------------------------- | -------------------------- | ------------------- | ----------- |
| 2016 | Premios Goya (30ste uitreiking) | Beste film                 | A cambio de nada    | Genomineerd |
| 2016 | Premios Goya (30ste uitreiking) | Beste mannelijke bijrol    | Felipe García Vélez | Genomineerd |
| 2016 | Premios Goya (30ste uitreiking) | Beste debuterend acteur    | Miguel Herrán       | Gewonnen    |
| 2016 | Premios Goya (30ste uitreiking) | Beste debuterend actrice   | Antonia Guzmán      | Genomineerd |
| 2016 | Premios Goya (30ste uitreiking) | Beste origineel scenario   | Daniel Guzmán       | Genomineerd |
| 2016 | Premios Goya (30ste uitreiking) | Beste debuterend regisseur | Daniel Guzmán       | Gewonnen    |